# Attentato di Bali del 2002
L'attentato di Bali del 2002 si è verificato il 12 ottobre 2002 nella zona turistica di Kuta, sull'isola indonesiana di Bali.
L'attentato si compose di tre differenti esplosioni: un dispositivo montato in uno zaino indossato da un attentatore suicida, una bomba fatta esplodere in un'auto di grossa cilindrata nella zona dei locali notturni di Kuta ed un terzo dispositivo, molto più piccolo, fatto esplodere al di fuori del consolato statunitense a Denpasar e che causò solo danni di lieve entità.
Ad oggi, il Paddy's Pub - il locale teatro dell'attentato - è stato sostituito da un altro locale, mentre il terreno una volta occupato dal Sari Club, rimossi i resti, si presenta come un prato incolto e recintato, davanti al quale vengono ancora lasciati messaggi e fiori a ricordo della strage. Di fronte al locale è stata realizzata una piazza con un monumento alla memoria che ricorda le numerose vittime dell'attentato, elencate una ad una e divise per nazionalità.

## Cronologia dell'attentato
Alle 23:05 (15:05 UTC) del 12 ottobre 2002, un attentatore suicida fece esplodere la prima bomba, nascosta nel suo zaino, all'interno del Paddy's Pub, un locale situato in Legian Street e sviluppato su due piani aperti sulla strada, provocando la fuga di molti clienti presenti nel locale. Quindici secondi dopo, una seconda e più potente bomba nascosta in un furgone Mitsubishi bianco, parcheggiato a lato della strada, fu fatta esplodere da un attentatore suicida fuori del Sari Club, un locale all'aperto sempre affollato e frequentato da surfisti, semicoperto da tettoie e con tre bar interni, situato sul lato opposto della stessa via a qualche decina di metri di distanza dal Paddy's Pub.
L'ordigno era stato attrezzato per poter essere innescato attraverso un telecomando nel caso in cui l'attentatore avesse improvvisamente cambiato idea. I danni alla zona residenziale e commerciale densamente popolata furono enormi, con la distruzione di edifici vicini e finestre distrutte ad alcuni isolati di distanza. L'esplosione dell'autobomba lasciò un cratere della profondità di un metro. L'ospedale locale Sanglah, scarsamente equipaggiato per affrontare l'entità del disastro, fu sopraffatto dal numero di feriti, in particolar modo dalle vittime di ustioni.
Alcuni feriti furono collocati nelle piscine di un albergo vicino al luogo dell'esplosione per alleviare il dolore delle ustioni. Molte delle vittime furono trasportati in aereo nelle città di Darwin (a circa 1800 km di distanza) e Perth (a 2600 km) per il trattamento specialistico delle ustioni.
Una bomba relativamente piccola fu fatta esplodere davanti al consolato degli Stati Uniti a Denpasar, che si crede sia esplosa poco prima delle due bombe a Kuta. La bomba causò lesioni non gravi ad una persona ed alcuni danni materiali. È stato riferito che l'esplosivo era pieno di escrementi umani.

## Sospetti
L'organizzazione immediatamente sospettata di essere responsabile degli attacchi di Bali fu Jemaah Islamiyah, un gruppo islamista guidato dal religioso radicale Abu Bakar Bashir collegato ad Al Qaida.

## Vittime
L'attacco terroristico è stato il più sanguinoso atto nella storia dell'Indonesia, con un totale di 202 persone uccise, di cui 164 erano stranieri e 38 indonesiani. Inoltre 209 persone sono rimaste ferite negli attacchi. Il numero di morti finali è stato di circa 202, la maggior parte dei quali erano turisti occidentali in vacanza tra i 20 e i 30 anni che erano all'interno o in prossimità del Paddy's o del Sari Club, in quanto i due locali consentivano quasi esclusivamente l'accesso ai turisti stranieri. Molte delle vittime, tuttavia, erano indonesiani che lavoravano negli stessi locali, che vivevano nei dintorni o erano solo di passaggio. Centinaia di persone hanno subito orrende ustioni e altre lesioni. Tra le nazioni, la più colpita è stata l'Australia, con 88 cittadini deceduti.
Ci sono stati molti atti di eroismo individuale. Kossy Halemai, un direttore d'albergo, è stato insignito della Medaglia dell'Ordine dell'Australia (OAM) nel 2005. La squadra di Richard B. Poore e sua moglie Gilana Poore, che ha organizzato una zona triage improvvisata nella hall del Bounty Hotel, è stata premiata con un OAM nel 2005 e 2006. Due corpi non vennero mai identificati e sono stati cremati a Bali nel settembre 2003.
| Nazionalità   | Morti |
| ------------- | ----- |
| Australia     | 88    |
| Indonesia     | 38    |
| Regno Unito   | 23    |
| Stati Uniti   | 7     |
| Germania      | 6     |
| Svezia        | 5     |
| Paesi Bassi   | 4     |
| Francia       | 4     |
| Danimarca     | 3     |
| Svizzera      | 3     |
| Nuova Zelanda | 2     |
| Brasile       | 2     |
| Canada        | 2     |
| Giappone      | 2     |
| Sudafrica     | 2     |
| Corea del Sud | 2     |
| Ecuador       | 1     |
| Grecia        | 1     |
| Irlanda       | 1     |
| Italia        | 1     |
| Polonia       | 1     |
| Portogallo    | 1     |
| Taiwan        | 1     |
| Sconosciuto   | 2     |
| Totale        | 202   |

## Le condanne
Diversi membri di Jemaah Islamiyah, un gruppo terroristico islamico, sono stati condannati per gli attentati, tre dei quali a morte. Abu Bakar Bashir, il presunto leader spirituale di Jemaah Islamiyah, è stato giudicato colpevole e condannato a due anni e mezzo di carcere.
Riduan Isamuddin, generalmente noto come Hambali ed ex leader delle attività terroristiche di Jemaah Islamiyah, è detenuto a Guantánamo dopo essere stato custodito per tre anni dalla CIA in un luogo segreto. Non è stato accusato degli attacchi o di qualsiasi altro crimine. Il 9 novembre 2008 Imam Samudra, Amrozi Nurhasyim e Ali Ghufron sono stati giustiziati per fucilazione in una prigione sull'isola di Nusakambangan alle 00:15 ora locale (17:15 GMT).